# 11. Flak-Brigade
Die 11. Flak-Brigade war ein Kampfverband in Brigadestärke der Luftwaffe im Zweiten Weltkrieg. Die Aufstellung des Brigadestabes erfolgte am 27. September 1941.

## Einsatzgeschichte
Zunächst noch unter dem Namen Flak-Brigade XII für den Einsatz im Feld-Luftgaukommando Belgien-Nordfrankreich aufgestellt, übernahm der Brigadestab die operative Führung aller im Raum Brügge-Ostende-Dünkirchen-Calais-Boulogne-Béthune-Lille-Gent stehenden deutschen Flakkräfte. Der Gefechtsstand befand sich zunächst in Lumbres, später in Saint-Omer. Als der Brigadestab die Führung der Flak-Regimenter im Raum Gironde-Mündung bis hinunter zur spanischen Grenze übernahm, befand sich sein Gefechtsstand in Saintes. Dort unterstanden ihm das
- Flak-Regiment 45 in Bordeaux sowie das
- Flak-Regiment 86 in Cognac.

Am 2. September 1943 wurde der Brigadestab in den Stab General der Luftwaffe Kanalinseln umbenannt. Im Juni 1944 wurde jedoch ein neuer Brigadestab etasstiert, welcher der 13. Flak-Division zugeordnet wurde. Der Brigadestab übernahm hierbei die operative Führung aller deutschen Flakkräfte im Luftgau I mit Konzentrierung in Ostpreußen. Hier unterstanden ihm das
- Flak-Regiment 31 (ab August 1944)
- Flak-Regiment 62 als Flak-Gruppe Danzig
- Flak-Regiment 81 als Flak-Gruppe Königsberg sowie das
- Flak-Regiment 110 als Flak-Gruppe Masuren

Dem Flak-Regiment 110 oblag dabei die Luftsicherung des Führerhauptquartiers Wolfsschanze. Mitte September 1944 wurde der Brigadestab Flak-Brigade 11 endgültig aufgelöst und ging im Divisionsstab der 27. Flak-Division neu auf.

## Kommandeure
| Dienstgrad   | Name                         | Datum                                                  |
| ------------ | ---------------------------- | ------------------------------------------------------ |
| Generalmajor | Gaston von Chaulin-Egersberg | 27. September 1941 bis Januar 1942                     |
| Generalmajor | Alfons Luczny                | 1. Februar 1942 bis 2. September 1943                  |
| Oberst       | Alexander Nieper             | Juni 1944 bis 19. September 1944 (nach Neuaufstellung) |